# Xã East Fairfield, Quận Crawford, Pennsylvania
Xã East Fairfield (tiếng Anh: East Fairfield Township) là một xã thuộc quận Crawford, tiểu bang Pennsylvania, Hoa Kỳ. Năm 2010, dân số của xã này là 922 người.